# Valbuena de Pisuerga
Valbuena de Pisuerga és un municipi de la província de Palència a la comunitat autònoma de Castella i Lleó (Espanya). Dins de la província, es troba localitzada a la comarca no oficial del Cerrato, o del Cerrato Palentino. La part més destacable d'aquest municipi és l'Església romànica de San Martin De Tours, amb doble campanar i amb vidreres petites.

## Demografia
| 1991 |  | 1996 |  | 2001 |  | 2004 |
| ---- |  | ---- |  | ---- |  | ---- |
| 92   |  | 78   |  | 81   |  | 68   |